# 隆興和議
隆興和議，又稱乾道和議或大定和議，是南宋與金朝於隆興北伐後，在宋孝宗乾道元年或金世宗大定五年（1165年）達成的和議，使宋金兩國換來其後四十年的和平。

## 背景
完顏亮攻宋失敗後，在北伐聲勢高漲下，宋高宗自覺身心交瘁，於紹興三十二年（1162年）禪讓帝位予養子宋孝宗。
孝宗即位後想要有所作為，拒絕同樣剛即位的金世宗講和，重用被貶謫的主戰派大臣，並為岳飛平反，賜其諡號武穆。
隆興元年（1163年），宋孝宗以陳康伯為左相，以史浩為右相，以張浚為樞密使，都督建康、鎮江、江州、池州和江陰的兵馬，為北伐做好準備。
當時金國屯兵靈璧及虹縣（今安徽泗縣），準備南侵，張浚希望在其未發兵前先發制人，且主管殿前司李顯忠和建康都統邵宏淵也希望北伐，向張浚進獻進攻兩城的策略。張浚上報孝宗後，孝宗命他迅速拿下靈璧、虹縣兩城。於是張浚集結八萬精兵，遣李顯忠、邵宏淵兩路出師北伐，李顯忠自濠州出發，直驅靈璧，邵宏淵自泗州進發，進擊虹縣。
戰爭最初對宋軍十分有利，宋軍攻下了靈璧、宿州等地，但李顯忠與邵宏淵不和，張浚又統帥無方，當金兵攻打宿州時，邵宏淵沒有出兵相救，使李顯忠遭到大敗，宿州失守，隆興北伐也宣告失敗。
南宋主和派大臣湯思退急於求和，示意金攻打兩淮，於是金兵南下，攻破兩淮，逼近長江防線。孝宗復召因病辞去宰相的陳康伯，陳康伯抱病以進穩住政局，金人暫退。經過朝中大臣激烈爭論後，加上已成為太上皇的高宗從後施壓，孝宗最後選擇和議。

## 和議
宋孝宗經此敗仗，收拾河山的雄心盡失，只能遣使談和，金世宗也無意繼續南侵。隆興元年（1163）九月，宋派卢仲贤出使金国，宋孝宗告诫卢仲贤，不能答应割宋軍先前佔領的海、泗、唐、邓四州之事，汤思退却示意可割。卢仲贤到达宿州，在金仆散忠义威逼之下，竟同意割让四州。事后，孝宗大怒，贬卢仲贤至郴州编管，和议一度停顿。後兩國遂在隆興二年十二月簽定隆興和議。
1. 宋金為叔侄之國，金為叔、宋為侄，宋不再向金稱臣。
2. 宋朝每年給金的「歲貢」改稱「歲幣」。
3. 歲幣為每年銀絹各二十萬兩匹，比紹興和議時每年少五萬兩匹。
4. 南宋交還先前攻佔的海州、泗州、鄧州、秦州、商州等地，宋金疆界恢復戰爭前的狀態（即以紹興和議為準）。

隆興和議較紹興和議合理，稱呼由臣改稱侄，不過仍是不平等條約，且南宋未能取回黃河以南的土地，戰爭期間所收復的領土得而復失。
宋孝宗對宋金兩國地位仍不能平等之事耿耿於懷，但與之前高宗向金稱臣求和的姿態比較，其為南宋取回部分尊嚴。
宋孝宗晚年決定禪位的原因之一便是因為1189年金世宗去世，繼位的為其孫金章宗完顏璟，相較予只比自己大四歲的金世宗，宋孝宗不願向比自己小四十歲的金章宗稱叔，是以退位。

## 影響
隆興和議簽定之後，直到韓侂冑發動開禧北伐，宋金兩國近四十年都沒有發生戰事。
南宋在宋孝宗治理之下，太平安樂，一改高宗朝貪污腐敗的局面，史稱乾淳之治；金朝也在金世宗用人唯賢、與民休息下達到盛世，史稱大定之治；金世宗因此被部分後人稱為「小堯舜」，南北此後四十年政局穩定。这一时期中华文明得到极大的提升和发展。